# 曹士の能力活用
曹士の能力活用（そうしののうりょくかつよう）とは、陸上自衛隊・海上自衛隊・航空自衛隊の曹士に共通する規律及び風紀の維持に係る体制を強固にするとともに上級陸・海・空曹の活動を推進し、部隊等の任務遂行に寄与することを目的とした制度である。制度の名称が統合幕僚監部では最先任下士官、陸上自衛隊では上級曹長、海上自衛隊では先任伍長、航空自衛隊では准曹士先任とそれぞれ異なっている。

## 概要
本来、士官と下士官・兵は異なった規律に服しており、下士官・兵の問題は、事情に通暁している古参下士官に処理させることが望ましい。そこで、米軍の関連制度を参考に、2003年の海上自衛隊先任伍長制度を皮切りに、陸海空の自衛隊それぞれで制度検証を開始した（空自では2008年、陸自、統幕では2014年3月に正式運用を開始）。
設立の経緯は、アメリカ軍や諸外国の軍との交流を持った場合、相手国の最先任曹長のカウンターパートが自衛隊も必要だからである。
原則として統合幕僚監部・陸上自衛隊・航空自衛隊にあっては准尉、海上自衛隊にあっては曹長の階級にある者が充てられている。

## 統合幕僚監部
2012年4月1日付で「最先任下士官」として新設（陸自最先任上級曹長・海自先任伍長・空自准曹士先任と同格ポストであり、アメリカ統合参謀本部議長付先任上級曹長に相当）され、2年間の試行検証を経て制度化。陸（海・空）将を指揮官とする司令部最先任上級曹長またはこれに準ずる先任伍長・准曹士先任からの就任としている。後職はない。
| 代 | 階級   | 氏名     | 在任期間               | 前職                                           | 備考                                 |
| -- | ------ | -------- | ---------------------- | ---------------------------------------------- | ------------------------------------ |
| 1  | 准陸尉 | 小畑良弘 | 2012.4.1 - 2013.9.9    | 中央即応集団司令部最先任上級曹長               | 2013.9.20 定年退官 →3等陸尉特別昇任  |
| 2  | 准陸尉 | 渡邊満徳 | 2013.9.10 - 2015.9.16  | 陸上自衛隊研究本部最先任上級曹長               | 2015.9.18 定年退官 →3等陸尉特別昇任  |
| 3  | 准海尉 | 宮前稔明 | 2015.9.17 - 2017.12.21 | 海上自衛隊先任伍長                             |                                      |
| 4  | 准空尉 | 荻野浩幸 | 2017.12.22 - 2019.4.29 | 南西航空方面隊准曹士先任                       |                                      |
| 5  | 准陸尉 | 澤田 茂  | 2019.4.30 - 2021.11.25 | 北部方面隊最先任上級曹長                       | 2021.11.27 定年退官 →3等陸尉特別昇任 |
| 6  | 准海尉 | 関 秀之  | 2021.11.26 - 2023.6.5  | 海上自衛隊先任伍長 （2019.12.16まで）          | 定年退官 →3等海尉特別昇任            |
| 7  | 准空尉 | 甲斐 修  | 2023.6.6 - 2024.12.18  | 航空自衛隊准曹士先任 （2023.5.22まで）         | 定年退官 →3等空尉特別昇任            |
| 8  | 准陸尉 | 齋藤高行 | 2024.12.19 -           | 陸上自衛隊富士学校 兼 富士駐屯地最先任上級曹長 |                                      |

## 陸上自衛隊
陸上自衛隊では上級曹長制度（じょうきゅうそうちょうせいど）と呼ばれ、陸上自衛隊において陸曹が「曹士の育成・管理」により積極的に取り組み、また第一線部隊指揮官をより効果的に補佐しうる体制の構築を目的とした制度であり、アメリカ陸軍の大隊以上の部隊司令部に配置される最先任上級曹長（英語：Command Sergeant Major）などの上級曹長等制度や、イギリス軍の「連隊上級曹長」（英語：Regimental Sergeant Major）、「中隊上級曹長」（英語：Company Sergeant Major）を参考にしている。

### 沿革
- 2006年（平成18年）4月1日

陸上幕僚監部に「陸上自衛隊最先任上級曹長」を、モデル方面隊として中部方面隊の中隊以上の部隊に「(部隊名)(最)先任上級曹長」を設置し検証を開始
- 2008年（平成20年）4月1日

全国の部隊等に（最）先任上級曹長を配し、全国レベルでの検証を開始（これに伴い、中隊等付准尉（隊付陸曹）の補職は廃止）
- 2014年（平成26年）3月26日：正式施行

### 職務・職責

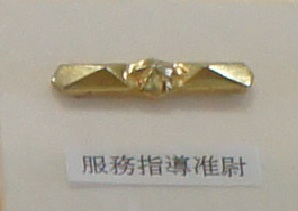
服務指導准尉徽章。部隊内の職務上における服務指導准尉に指定された准尉または陸曹が着用する。先任上級曹長制度が施行されるまでは、付准尉職に指定された隊員が着用しており事実上付准尉を表す徽章であった

連隊・大隊等以上では、上級曹長は各級部隊等において曹士に関する事項を所掌し、指揮官を補佐する専門幕僚的地位を有する陸曹の最上位職として、曹士の育成・管理に係る服務その他の人事・教育訓練等（服務指導、集合教育、下士官交流等）を所掌して指揮官を補佐し、その他曹士に係る事項について指揮官等への意見具申等を行い、また、諸外国軍隊・他自衛隊との下士官交流を実施する。
中隊等では、上級曹長は中隊等における陸曹の最上位職として、曹士の育成・管理に関して中隊長等を補佐すると同時に服務指導准尉に指定され、中隊等の服務指導において各営内班長・指導陸曹を統括する（上級曹長制度の導入前は中隊等付准尉もしくは隊付陸曹（准尉～1曹（1曹は陸曹上級課程修了者に限る））と呼ばれる者がこれを実施してきた。）。
従来の付准尉の業務は限定された分野（訓練・勤務調整、営内者への外出等の実質的な最終権限保持、各種命令等の伝達、部隊本部における各係への指導及び部隊長等の補佐、所属隊員に対するカウンセリングや各種相談における助言・服務指導准尉として服務指導の統括等）におけるもののみであったが、上級曹長は曹以下の隊員の人事・保全・訓練・補給等すべての面で指揮官を補佐する必要がある。上級曹長のみでは業務すべてを掌握することは困難なことから、大隊以上に配置される先任上級曹長にはその業務を補佐するための准尉・陸曹1～2名（最先任上級曹長付准尉や先任上級曹長付陸曹）が配置される。なお、陸上幕僚長の指揮監督を受ける機関のうち地方協力本部には配置されていない（自衛隊地区病院には配置されている）。

### 上級曹長の分類及び識別章等

#### 分類
- 陸上自衛隊最先任上級曹長：陸上幕僚監部に配置されるもの。
- 方面隊等最先任上級曹長：陸上総隊司令部及び方面総監部に配置されるもの。
- 師団等最先任上級曹長：師団司令部及び編制上、陸将を長とする部隊等（教育訓練研究本部・富士学校・補給統制本部・関東補給処）に配置されるもの。
- 旅団最先任上級曹長：旅団司令部に配置されるもの。
- 団等最先任上級曹長：編制上、陸将補（二）を長とする部隊等に配置されるもの。
- 連隊等最先任上級曹長：方面混成団及び連隊・群等1等陸佐を長とする部隊及び部隊長の指定が1佐相当級の部隊に配置されるもの。
- 部隊最先任上級曹長：大隊以下2等陸佐を長とする部隊（部隊旗が大隊旗）に配置されるもの。
- 中隊等先任上級曹長：中隊もしくはそれに準ずる隊編成[12]の部隊に配置されるもの。

#### 識別章
2012年4月より（最）先任上級曹長等の識別章が腕章型から海自先任伍長と同様のワッペンタイプとなり、制服上衣の右胸ポケットに装着するように改められた。
ワッペンの中央に陸上自衛官の正帽の帽章があしらわれており、その上にある桜星の数が異なる。
- 陸上自衛隊最先任：金色地に桜星4
- 方面隊等最先任：金色地に桜星3
- 師団等最先任：金色地に桜星2
- 連隊・群等：金色地に桜星1
- 部隊等最先任：金色地に桜星なし
- 中隊等先任：銀色地に桜星なし

#### 2012年3月までの識別腕章
- 陸上自衛隊最先任上級曹長：紺色地に金色の桜星4
- 方面隊等最先任上級曹長：紺色地に金色の桜星3
- 師団最先任上級曹長：紺色地に銀色の桜星3
- 旅団最先任上級曹長：紺色地に金色の桜星2
- 団最先任上級曹長：紺色地に銀色の桜星2
- 連隊等最先任上級曹長：紺色地に金色の桜星1
- 部隊最先任上級曹長：紺色地に桜星なし
- 中隊等先任上級曹長：緑色地に桜星なし

#### ギャラリー

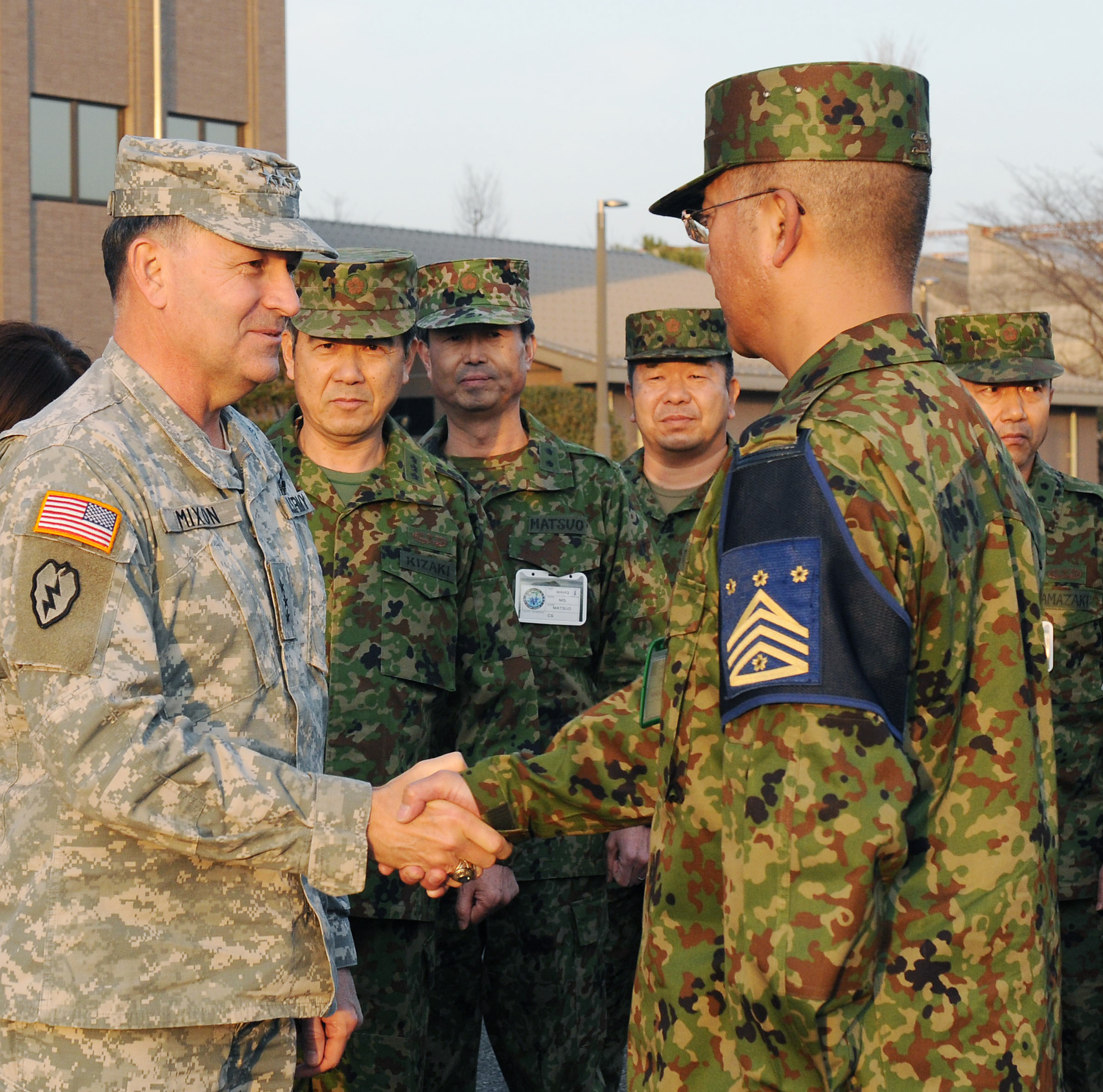
方面隊最先任上級曹長の腕章（平成22年度日米共同方面隊指揮所演習（健軍））
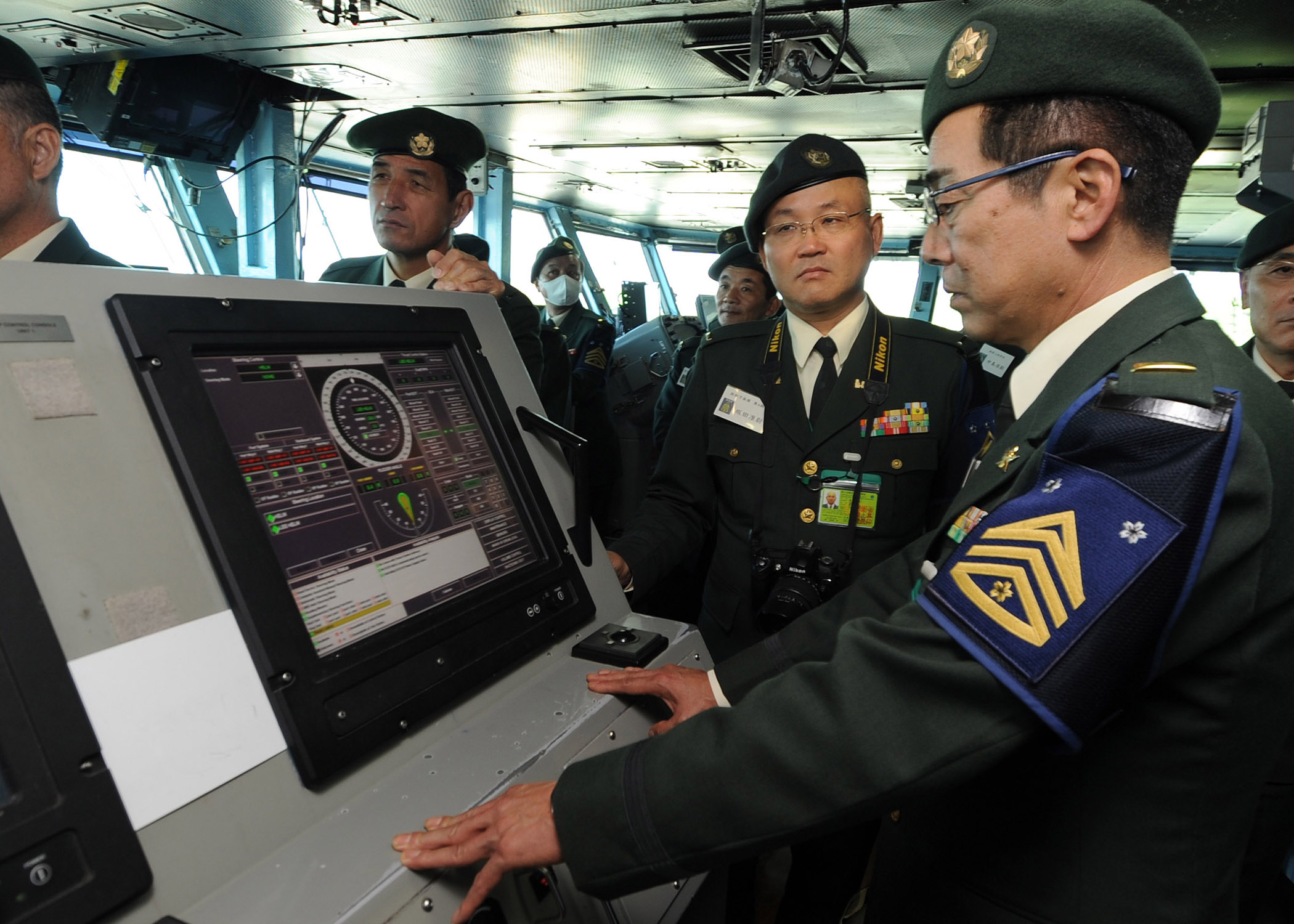
団最先任上級曹長の腕章（方面混成団陸曹教育隊付先任上級曹長教育班の研修）
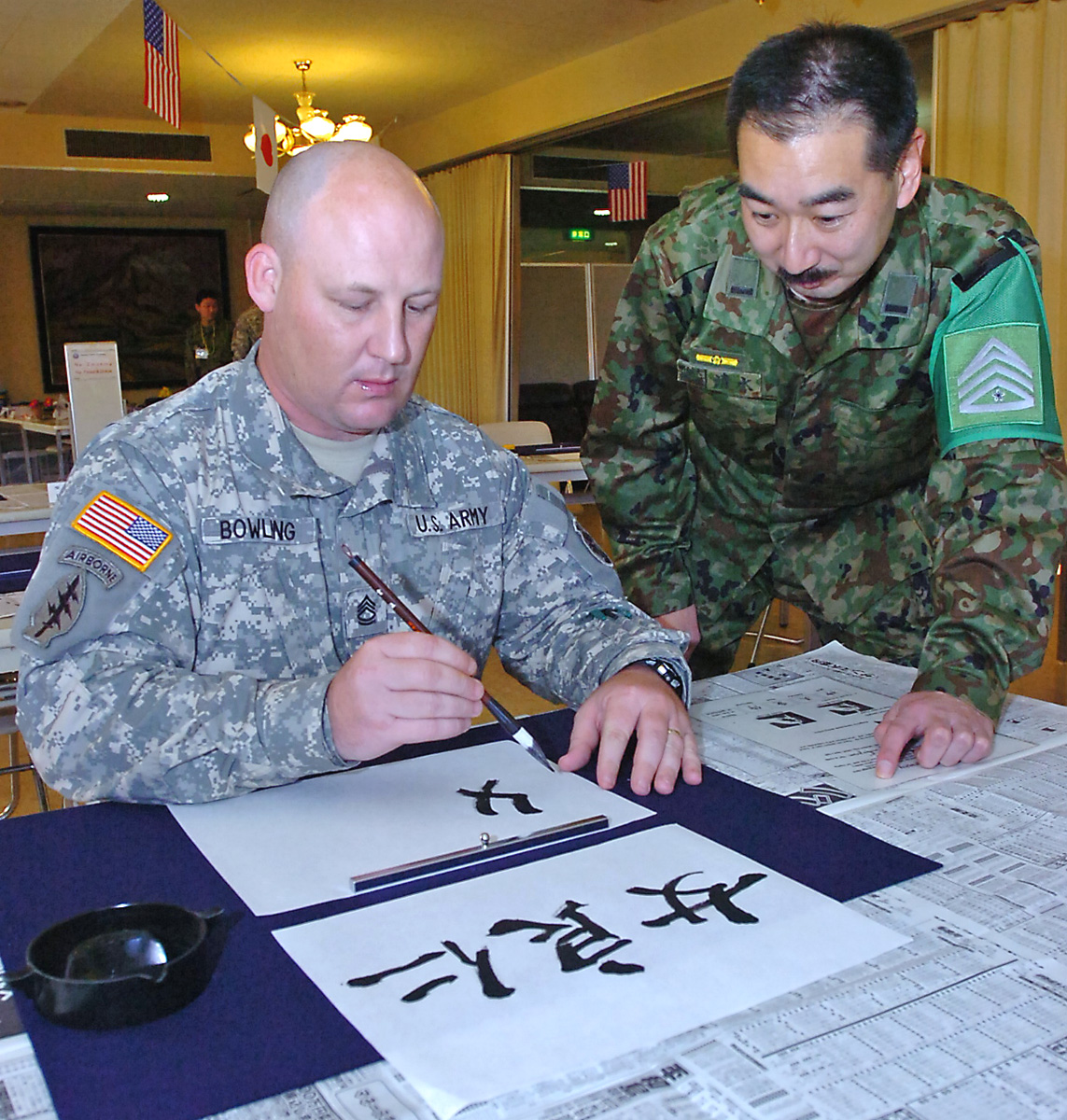
中隊等先任上級曹長の腕章（平成20年度日米共同方面隊指揮所演習（朝霞））

| 代 | 氏名     | 在任期間               | 前職                         | 後職                                     |
| -- | -------- | ---------------------- | ---------------------------- | ---------------------------------------- |
| 1  | 鈴木弘雄 | 2006.4.1 - 2008.3.21   | 第13普通科連隊レンジャー教官 | 第13普通科連隊本部勤務                   |
| 2  | 下浅勝雄 | 2008.3.23 - 2010.7.31  | 第2施設団本部付隊偵察班長    | 陸上自衛隊幹部学校勤務                   |
| 3  | 清水一郎 | 2010.8.1 - 2013.7.31   | 第10師団司令部最先任上級曹長 | 陸上自衛隊幹部学校勤務                   |
| 4  | 鈴木喜晃 | 2013.8.1 - 2015.12.22  | 陸上幕僚監部監察官付         | 退職                                     |
| 5  | 川畑博盛 | 2015.12.22 - 2017.7.27 | 陸上幕僚監部監察官付         | 退職                                     |
| 6  | 髙橋 将  | 2017.7.28 - 2019.6.27  | 北部方面隊最先任上級曹長     | 陸上自衛隊教育訓練研究本部勤務（再任用） |
| 7  | 根本和男 | 2019.6.28 - 2021.12.31 | 陸上幕僚監部監察官付         | →2022.1.25 定年退官                      |
| 8  | 村脇正伸 | 2022.1.1 - 2024.1.29   | 水陸機動団最先任上級曹長     |                                          |
| 9  | 綿引光佐 | 2024.1.30 -            | 東北方面隊最先任上級曹長     |                                          |

## 海上自衛隊
海上自衛隊では先任伍長制度（せんにんごちょうせいど）と呼ばれ、海上自衛隊において海曹士に共通した規律、風紀の維持に係る体制の強化、部隊等の団結の強化、上級海曹の活動を推進、並びに、精強な部隊等の育成を目的として、自衛艦など各部隊等に置かれている海曹である。
米国海軍のマスター・チーフ制度（英語：Master Chief Program）をモデルとして、2003年（平成15年）4月に海上自衛隊に置かれたものであり、陸海空の自衛隊のなかで最初に設けられた。陸上自衛隊の上級曹長、航空自衛隊の准曹士先任と異なり、階級が曹長の隊員を充てている点が大きく異なる。

### 職務・職責
先任伍長は部隊等の長の命を受け、曹士を総括して、次の事項を実施する。
- 規律及び風紀の維持をはじめとする海曹士の服務の指導
- 部隊等の団結の強化への寄与
- 海曹士の士気の高揚等に係る活動の推進
- 上記に係る事項についての各部隊間における情報交換等の推進

海曹士を取り締まるだけではなく、指揮官（司令官や艦長等）へ意見を具申することで部隊の融和団結等にも資する長所がある。先任伍長は「先任伍長識別章」を着用する。先任伍長の指定は、部隊等の長が海曹長（自衛艦にあっては、警衛海曹に限る。）の中から、責任感、協調性、規律、実行力、知識・技能、統率・指導力及び表現力の優れた者を指定する。当該部隊等に海曹長が配置されていない場合には、当該部隊の1等海曹（自衛艦にあっては、警衛海曹に限る。）の中から適任者を指定する。
警衛海曹は、元来はアメリカ海軍の文化の継承であり、海兵隊員が乗艦しない小艦艇で、艦内の規律の取り締まりを行うことが目的であった。これは、徴兵制によって士気が低く、ことあらば反乱を企てかねない水兵を監視する必要があったからである。
自衛隊研究ブロガーの隼人千里は海上自衛隊では勤務年数に乏しい若い尉官が、本来は階級が上でありながら現場での経験の差から年長の海曹に謙り、場合によっては必要以上な忖度なども発生している現実こそが問題であり、そういった士官が曹士を指導できないからといって先任伍長を置くのは本末転倒であるとの意見を主張している。

### 先任伍長の分類

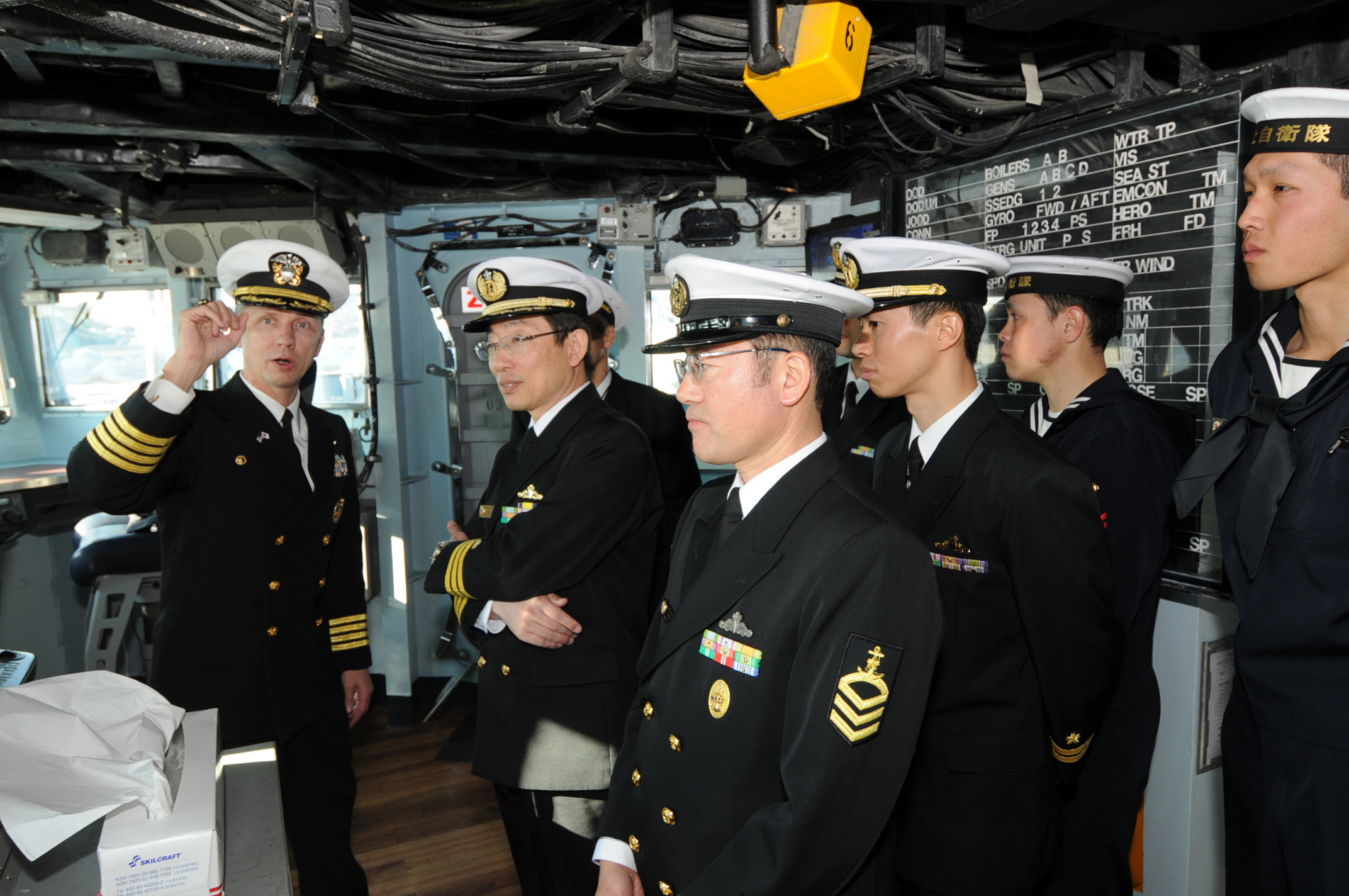
先任伍長章

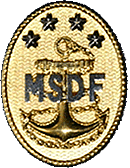
海上自衛隊先任伍長
識別章

先任伍長は配置される部隊等によって次のように区分され、それぞれ先任伍長識別章の桜星の数が異なる。
- 海上自衛隊先任伍長

海上幕僚監部に配置された先任伍長をいう。先任伍長識別章の桜星の数は4つ。
- 自衛艦隊等先任伍長

自衛艦隊、護衛艦隊、航空集団、潜水艦隊、地方隊、教育航空集団、幹部学校及び補給本部に配置された先任伍長をいい、当該部隊等の名称を冠して呼称する。先任伍長識別章の桜星の数は3つ。
- 護衛隊群等先任伍長

護衛隊群、海上訓練指導隊群、航空群、潜水隊群、掃海隊群、情報業務群、海洋業務・対潜支援群、開発隊群、教育航空群、練習艦隊、システム通信隊群、阪神基地隊、潜水医学実験隊、幹部候補生学校、術科学校及び横須賀病院に配置された先任伍長をいい、当該部隊等の名称を冠して呼称する。先任伍長識別章の桜星の数は2つ。
- 部隊等先任伍長

上記以外の部隊等に配置された先任伍長をいい、当該部隊等の名称を冠して呼称する。先任伍長識別章の桜星の数は1つ。
| 代 | 氏名     | 在任期間                | 前職                             | 後職                                                     |
| -- | -------- | ----------------------- | -------------------------------- | -------------------------------------------------------- |
| 1  | 佐賀幾雄 | 2003.4.1 - 2006.6.29    | 海上幕僚監部人事教育部人事計画課 | 准海尉昇任→定年退官                                      |
| 2  | 畑中一泰 | 2006.6.30 - 2010.12.21  | 呉地方隊先任伍長                 | 准海尉昇任→定年退官                                      |
| 3  | 夏目 修  | 2010.12.22 - 2013.6.27  | 舞鶴地方隊先任伍長               | 准海尉昇任→定年退官                                      |
| 4  | 宮前稔明 | 2013.6.28 - 2015.6.28   | 航空集団先任伍長                 | 2015.7.1 准海尉昇任 →2015.9.17 統合幕僚監部最先任下士官  |
| 5  | 関 秀之  | 2015.6.29 - 2019.12.16  | 横須賀地方隊先任伍長             | 2020.1.1 准海尉昇任 →2021.11.26 統合幕僚監部最先任下士官 |
| 6  | 東 和仁  | 2019.12.17 - 2023.12.20 | 護衛艦隊先任伍長                 | 2023.12.21 准海尉昇任                                    |
| 7  | 北口武史 | 2023.12.21 -            | 自衛艦隊先任伍長                 |                                                          |

### 海上自衛隊先任伍長会報
海上自衛隊先任伍長会報とは、先任伍長の活動状況の確認、要改善事項の摘出その他先任伍長制度の実施に関し必要な情報交換及び検討のため、海上幕僚長が原則として毎年1回開催する会合である。その実施結果については、海上幕僚副長を通じて、海上幕僚長へ報告させる。海上自衛隊先任伍長会報には、部隊等先任伍長を除く先任伍長を以て構成される。

## 航空自衛隊
航空自衛隊では准曹士先任制度（じゅんそうしせんにんせいど）と呼ばれ、航空自衛隊において空曹士の服務指導体制の強化、組織の活性化、並びに、他自衛隊、米軍等との交流の活発化を目的とした制度である。
2006年（平成18年）4月1日から2年間の検証を行ってきたが、2008年（平成20年）4月1日に正式施行となった。アメリカ空軍のファースト・サージャント（英語：First Sergeant）を参考にしている。

### 職務・職責
准曹士先任は曹士の最高位の階級として、主に次の事項について指揮官等を直接補佐する。
- 指揮官等の指導監督の下、曹士の服務指導を実施（各級指揮官の意図の徹底等）
- 曹士に係る事項について指揮官等への報告、意見具申等を実施
- 諸外国軍隊・他自衛隊との下士官交流

### 准曹士先任の分類
准曹士先任は配置される部隊等によって次のように区分され、それぞれ准曹士先任識別章の桜星の数が異なる。
- 航空自衛隊准曹士先任

航空幕僚監部に配置された准曹士先任をいう。准曹士先任識別章の桜星の数は4つ。
- 編合部隊等准曹士先任

航空総隊、航空支援集団、航空教育集団、航空開発実験集団、航空方面隊その他の編合部隊等（補給本部）に配置された准曹士先任をいう。准曹士先任識別章の桜星の数は3つ。
- 編制部隊等准曹士先任

航空団、航空救難団、飛行教育団、飛行開発実験団、航空警戒管制団、航空隊、輸送航空隊、航空保安管制群、航空気象群、航空教育隊、その他の編制部隊等（幹部候補生学校、術科学校、補給処）に配置された准曹士先任をいう。准曹士先任識別章の桜星の数は2つ。
- 編制単位群部隊准曹士先任

飛行群、電子開発実験群、教育群、整備補給群、飛行実験群、防空管制群、警戒群、基地業務群、整備群その他の編制単位群部隊に配置された准曹士先任をいう。准曹士先任識別章の桜星の数は1つ。
- 編制単位部隊准曹士先任

飛行隊その他の編制単位部隊に配置された准曹士先任をいう。准曹士先任識別章の桜星は無し。
| 代 | 氏名       | 在任期間               | 前職                                                       | 後職                               |
| -- | ---------- | ---------------------- | ---------------------------------------------------------- | ---------------------------------- |
| 1  | 鹿股龍一   | 2006.4.1 - 2008.8.31   |                                                            | 退職                               |
| 2  | 作山委久夫 | 2008.9.1 - 2011.1.19   | 航空自衛隊幹部学校計画課                                   | 退職                               |
| 3  | 本田久範   | 2011.1.20 - 2013.1.20  | 中部航空方面隊准曹士先任 →2010.10 航空幕僚監部総務部総務課 | 退職                               |
| 4  | 新井岳志   | 2013.1.21 - 2015.10.12 | 航空自衛隊補給本部准曹士先任                               | 退職                               |
| 5  | 山崎勝巳   | 2015.10.13 - 2017.12.7 | 航空総隊准曹士先任                                         | 退職                               |
| 6  | 横田雅宏   | 2017.12.8 - 2019.12.11 | 航空支援集団准曹士先任                                     | 退職                               |
| 7  | 甲斐 修    | 2019.12.12 - 2023.5.22 | 航空自衛隊補給本部准曹士先任                               | →2023.6.6 統合幕僚監部最先任下士官 |
| 8  | 髙着弘康   | 2023.5.23 -            | 航空総隊准曹士先任                                         |                                    |

航空幕僚監部の准曹士先任は准空尉、各部隊に配置されている准曹士先任は准空尉から1等空曹（1等空曹は上級空曹課程修了者に限る。）をもって充てられている。

## メリットとデメリット
上級下士官に対する自覚と責任を付与することにより、部隊の活性化・下士官間の融和団結の強化に資することができる反面、一部反対意見も存在する。
デメリットとして挙げられる点は、高齢化に伴い余剰となった准尉・曹長階級の雇用促進程度の意味合いしかなさない場合がほとんどであり、「実際に機能するのか疑わしい」というものがあり、また別の理由として、定年退職間際の人物が、画期的なアイデアをもって部隊を活性化などするわけがなく、定年が見えてきたならば、無事に退職金が満額もらえるよう、より保守的、形式的になり、組織を硬直化させ、部下に対しても懐疑的で神経質な接し方をするのが人間の心理であるというものもある。   
さらに、上級曹長離任後の処遇に関しても問題となっており、初代陸上自衛隊最先任上級曹長であった鈴木准尉は離任後に古巣の13普連に転属しているが、部隊側は「陸上自衛隊最先任上級曹長を下番した方に一般部隊で他の隊員と同室での勤務をさせる訳にはいかない」と個室を用意し連隊本部直轄勤務の待遇を用意したが、結局本人による固辞で通常の部隊勤務に復帰した例などあり、一般部隊においても下番した上級曹長の待遇をどうすべきか判断に迷ったあげく、数年に渡り上級曹長職が下番できないという本末転倒な状況のところもあり、今後の改善・検討の必要が出ている。
付准尉時代は勤務成績よりも部隊勤務の経験年数で選抜されていた事もあり、早期昇任していた比較的若年の准尉を差し置いて部隊最古参の定年間近の1曹が職務に上番し、中隊長や若手幹部を適宜指導監督していたが、最先任上級曹長制度が基本原則として勤務経験等に関係無く、純粋な階級での選抜たる准尉または序列上それに準じた曹長に事実上限定されるうえ、中隊等の部隊経験が少なく訓練隊等しか経験しない上曹も当該職務に就く事ができるために、指揮官への適切な指導助言がなされなくなった点もあげられる。そういった関係から、昭和時代から平成初期まで行われていた若年幹部や部隊経験年数が少ない各級指揮官への指導も現在ではされなくなり、誤った知識と経験をそのまま指導矯正されない幹部が昇任する等、制度上形骸化されているとされている。  
メリットとして挙げられる点は、在日米軍を始めとした諸外国軍に対するカウンターパートの明確化、また防衛大学校や一般大学出身の若い幹部を支えるに当たって、ベテランの下士官が階級制度とは別個に意見具申ができる事を制度上確保することは正しいという考えがある。